# 硒化鋰
硒化鋰是一種無機化合物，由硒和鋰，為一種氫硒酸鹽，其化學式為Li2Se，硒化鋰的晶體結構和同族硒化物相似，都為立方晶系，屬於反螢石型結構，空間群為{\displaystyle Fm{\bar {3}}m}，每單位晶胞有4個單位。